# Gail Miller
Gail Miller (Canberra, 30 novembre 1976) è una pallanuotista australiana, vincitrice di una medaglia d'oro ai giochi olimpici di Sydney 2000.